# O Dia é Nosso
O Dia é Nosso é um filme brasileiro do gênero comédia, dirigido por Milton Rodrigues em 1941, a partir dos diálogos de José Lins do Rego e com produção de Adhemar Gonzaga. Com produção da Cinédia, este filme marca a volta de Genésio Arruda ao cinema.

## Sinopse
Um vilarejo do interior. Tudo gira em torno de vários bilhetes de loteria adquiridos em conjunto, sendo um deles o número da placa do carro acidentado, que foi o premiado. Não sabem quem o adquiriu, pois colocaram em envelopes fechados e guardaram no Banco. Todos esperam aflitos o gerente para abrir o cofre e saberem quem tinha sido o premiado.

## Elenco
- Genésio Arruda ...Guarabira
- Oscarito ...Dr. Lemos
- Paulo Gracindo ...Campos
- Nelma Costa... Enfermeira Laura
- Roberto Acácio ...Dr. Luís
- Manoel Rocha ...Dono do hotel
- Sadi Cabral ...Vendedor de bilhetes
- Pinto Filho ...Orador
- Brandão Filho ...Repórter
- Ferreira Maia ...Homem de chapéu
- Alda Verona ...Mulher na enfermaria
- Paulo Celestino ...Homem no baile
- Carlos Barbosa ...Homem no banco
- Palmeirim Silva
- José Mauro de Vasconcellos
- Júlia Vidal